# Hirondelle (ruisseau)
Pour les articles homonymes, voir Hirondelle (homonymie).
L'Hirondelle est un ruisseau français du Massif central qui coule dans les départements de l'Aveyron et du Cantal. C'est un affluent du Brezons sous-affluent de la Truyère, donc un sous-affluent de la Garonne par le Lot.

## Géographie
De 13 kilomètres de longueur, l'Hirondelle prend sa source dans le Cantal, sur la commune de Malbo sous le nom de ruisseau de Sarrus et se jette dans le Brezons juste en amont du pont d'Estradié sur la commune de Paulhenc.

### Départements et communes traversés
- Cantal : Malbo, Saint-Martin-sous-Vigouroux, Narnhac.
- Aveyron : Thérondels.

### Bassin versant
L'Hirondelle traverse une seule zone hydrographique Le Brezons (O768) d'une superficie de 102 km2.

## Principaux affluents
- Ruisseau de Moissalou, mesurant 5,1 kilomètres, cours d'eau qui prend sa source à 1 089 mètres d'altitude sur la commune de Malbo au sud-est de Roupon et se jette dans l'Hirondelle au sud de la grange de Canteloube.
- Ruisseau de Casternac, affichant 2 kilomètres de longueur.
- Ruisseau de Merderic, long de 1,9 kilomètre.